# Renate Meyer
Renate Meyer z domu Rose (ur. 6 stycznia 1938 w Hanowerze) – niemiecka lekkoatletka, sprinterka, wicemistrzyni Europy z 1966. W czasie swojej kariery reprezentowała Republikę Federalną Niemiec.
Wystąpiła we wspólnej reprezentacji Niemiec na igrzyskach olimpijskich w 1964 w Tokio w biegu na 100 metrów, gdzie odpadła w ćwierćfinale. Zdobyła złoty medal w sztafecie 4 × 1 okrążenie (w składzie: Meyer, Erika Rost, Hannelore Trabert i Kirsten Roggenkamp) na pierwszych europejskich igrzyskach halowych w 1966 w Dortmundzie.
Na mistrzostwach Europy w 1966 w Budapeszcie Meyer zdobyła srebrny medal w sztafecie 4 × 100 metrów, (która biegła w składzie: Meyer, Trabert, Karin Frisch i Jutta Stöck. Zwyciężyła w sztafecie 4 × 1 okrążenie (w składzie: Meyer, Trabert, Christa Eisler i Rost) na europejskich igrzyskach halowych w 1968 w Madrycie.
Odpadła w ćwierćfinale biegu na 100 metrów na igrzyskach olimpijskich w 1968 w Meksyku, a w sztafecie 4 × 100 metrów w składzie: Meyer, Stöck, Rita Jahn i Ingrid Becker zajęła w finale 6. miejsce, z rekordem kraju 43,70 s.
Była mistrzynią RFN w biegu na 100 metrów w 1964, wicemistrzynią w 1965 i brązową medalistką w 1968 oraz mistrzynią w sztafecie 4 × 100 metrów w 1963, 1964 i 1968. Była również brązową medalistką halowych mistrzostw RFN w biegu na 60 metrów w 1966 i 1968 oraz halową mistrzynią w sztafecie w 1962, 1963 i 1968.
Renate Meyer wyrównała rekord RFN w biegu na 100 metrów (11,4 s 26 lipca 1964 w Lubece) i kilkakrotnie poprawiała w sztafecie 4 × 100 metrów (do wyniku 43,70 s 20 października 1968 w Meksyku).